# Sandtjärnet (Eda socken, Värmland)
Sandtjärnet är en sjö i Eda kommun i Värmland och ingår i Göta älvs huvudavrinningsområde.